# Jacques Deray
Jacques Deray, pseudonimo di Jacques Desrayaud (Lione, 19 febbraio 1929 – Boulogne-Billancourt, 9 agosto 2003), è stato un regista, sceneggiatore e produttore cinematografico francese.

## Biografia
Proveniente da una famiglia di industriali di Lione, Jacques Deray mostrò sin da giovane una propensione verso l'arte. Inizialmente avrebbe voluto fare l'attore, ma dopo alcuni deludenti tentativi con piccoli ruoli pensò di passare dietro la macchina da presa. Fu assistente alla regia di Jean Boyer, Gilles Grangier, Luis Buñuel e Jules Dassin, fin quando nel 1960 debuttò nella regia di un lungometraggio con Il Gigolò, interpretato tra gli altri da Alida Valli.
Fu subito attratto dal genere poliziesco del quale divenne uno specialista. Passando attraverso altri generi: dal thriller allo spionaggio, dal giallo al film d'azione, Deray ha dato un grande contributo all'affermazione del film poliziesco nel quale ha portato la letteratura d'autore (tra gli altri Robin Cook, Jean-Patrick Manchette e Georges Simenon) e nel quale è riuscito a coinvolgere tutti i migliori attori francesi della sua epoca (Yves Montand, Lino Ventura, Alain Delon, Jean-Louis Trintignant e soprattutto Jean-Paul Belmondo col quale fece dieci film).
Il suo primo successo fu La piscina (1969), con Alain Delon, Romy Schneider e Jane Birkin. Negli anni settanta ebbe le migliori affermazioni con Borsalino (1970) e Flic Story (1975).
Ancora buone prove e successi commerciali negli anni ottanta, ma il suo genere, un po' in declino, segna il passo e dopo il 1994 lavorò soprattutto per la televisione. Era il padre della produttrice Laurence Deray. Morì per un cancro nel 2003.

## Filmografia

### Cinema
- Il gigolò (Le Gigolo) (1960)
- Rififi a Tokyo (Du rififi à Tokyo) (1962)
- Sinfonia per un massacro (Symphonie pour un massacre) (1963)
- Rapina al sole (Par un beau matin d'été) (1965)
- Sciarada per quattro spie (Avec la peau des autres) (1966)
- L'uomo di Casablanca (L'Homme de Marrakech) (1966)
- La piscina (La Piscine) (1969)
- Borsalino (1970)
- Crepa padrone, crepa tranquillo, con Piero Schivazappa (1970)
- L'uomo di Saint-Michel (Doucement les basses) (1971)
- Un po' di sole nell'acqua gelida (Un peu de soleil dans l'eau froide) (1971)
- Funerale a Los Angeles (Un homme est mort) (1972)
- Borsalino and Co. (1974)
- Flic Story (1975)
- La gang del parigino (Le Gang) (1977)
- Morti sospette (Un papillon sur l'épaule) (1978)
- Tre uomini da abbattere (Trois hommes à abattre) (1980)
- Professione: poliziotto (Le Marginal) (1983)
- Shocking Love (On ne meurt que 2 fois) (1985)
- Tenero e violento (Le Solitaire) (1987)
- Voglia d'amare (Maladie d'amour) (1987)
- Les Bois noirs (1989)
- Contre l'oubli (episodio Pour Stanza Bopape) (1991)
- Netchaïev est de retour (1991)
- Un crime (1993)
- 3000 scénarios contre un virus (episodio Arnaud et ses copains) (1994)
- L'orso di peluche (L'Ours en peluche) (1994)

### Televisione
- Les Secrets de la princesse de Cadignan – film TV (1982)
- Credo – film TV (1983)
- Une Femme explosive – film TV (1996)
- Clarissa – film TV (1998)
- On n'a qu'une vie – film TV (2000)
- Lettre d'une inconnue – film TV (2001)